# Kadmos

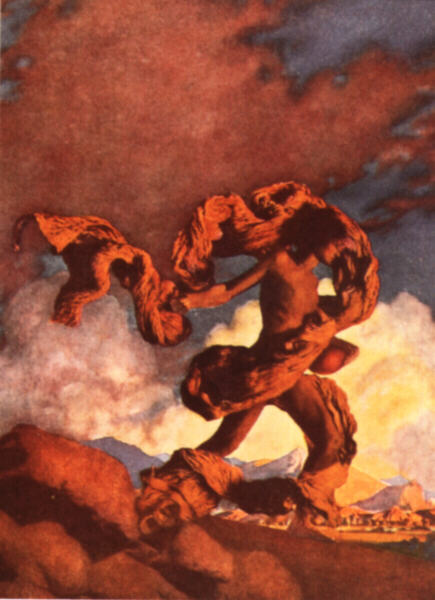
Kadmos sår draktänder, av Maxfield Parrish, 1908

Kadmos var i grekisk mytologi staden Thebes grundare, bror till Europa, stamfar till Oidipus.
Kadmos var en fenicisk prins. När Europa hade rövats bort av Zeus gav han sig iväg för att leta efter henne, men utan resultat. Han kom till Delfi och rådfrågade där oraklet. Han fick rådet att följa en ko och att grunda en stad på den plats där kon lade sig ner i utmattning. Kadmos följde kon till Boiotien och grundade där Kadmeia som är den äldsta delen av Thebe.
I Boiotien sådde Kadmos på Athenas inrådan tänder från en drake som han dräpt. Av detta utsäde växte beväpnade män upp. På grund av sin härkomst kallades de spartoi ("såddmän"). De råkade inom kort i strid och högg ned varandra, så att slutligen endast fem återstod. Från dessa ledde Thebes förnämsta adelssläkter sin härkomst. Mordet på draken, som var en son av guden Ares, måste Kadmos gälda med åtta års slavtjänst. Efter denna tids förlopp erhöll han av Athena väldet öfver Thebe och gifte sig med Harmonia.
Kadmos sades också vara den som införde alfabetet i Grekland.
Kadmos dog i Illyrien efter att en serie olyckor inträffat, och han och Harmonia förvandlades till ormar.

## Kadmeisk seger
En kadmeisk seger är ett uttryck för en seger som inte gynnar segraren mycket mer än en förlust, se även Pyrrhusseger.
Vid grundandet av Thebe behövde Kadmos vatten från en källa som vaktades av en monstruös orm. Han skickade ut sina följeslagare för att döda ormen, men de dog allesammans. Även om Kadmos vann striden i slutändan, kom segern på bekostnad av dem som skulle ha dragit nytta av den.
I Claes Lindskogs Herodotos-översättning ger översättaren en annan förklaring till uttrycket: Oidipos båda söner Polyneikes och Eteokles dödade varandra i tvekamp. De var båda ättlingar till Kadmos, och därför kallas en seger där även vinnaren råkar i olycka för kadmeisk.